# Lilla Övantjärnen
Lilla Övantjärnen är en sjö i Filipstads kommun i Värmland och ingår i Göta älvs huvudavrinningsområde.